# Spišský Štiavnik
Spišský Štiavnik és un poble i municipi d'Eslovàquia. Es troba a la regió de Prešov, al nord del país.

## Història
La primera referència escrita de la vila data del 1246.

## Demografia
| Godina             | 1994 | 2004    | 2014    | 2024   |
| ------------------ | ---- | ------- | ------- | ------ |
| Nombre de persones | 1863 | 2142    | 2756    | 2826   |
| Diferència         |      | +14,97% | +28,66% | +2,53% |

| Godina             | 2023 | 2024   |
| ------------------ | ---- | ------ |
| Nombre de persones | 2761 | 2826   |
| Diferència         |      | +2,35% |